# Tramezaïgues
Tramezaïgues è un comune francese di 34 abitanti situato nel dipartimento degli Alti Pirenei nella regione dell'Occitania.

## Società

### Evoluzione demografica

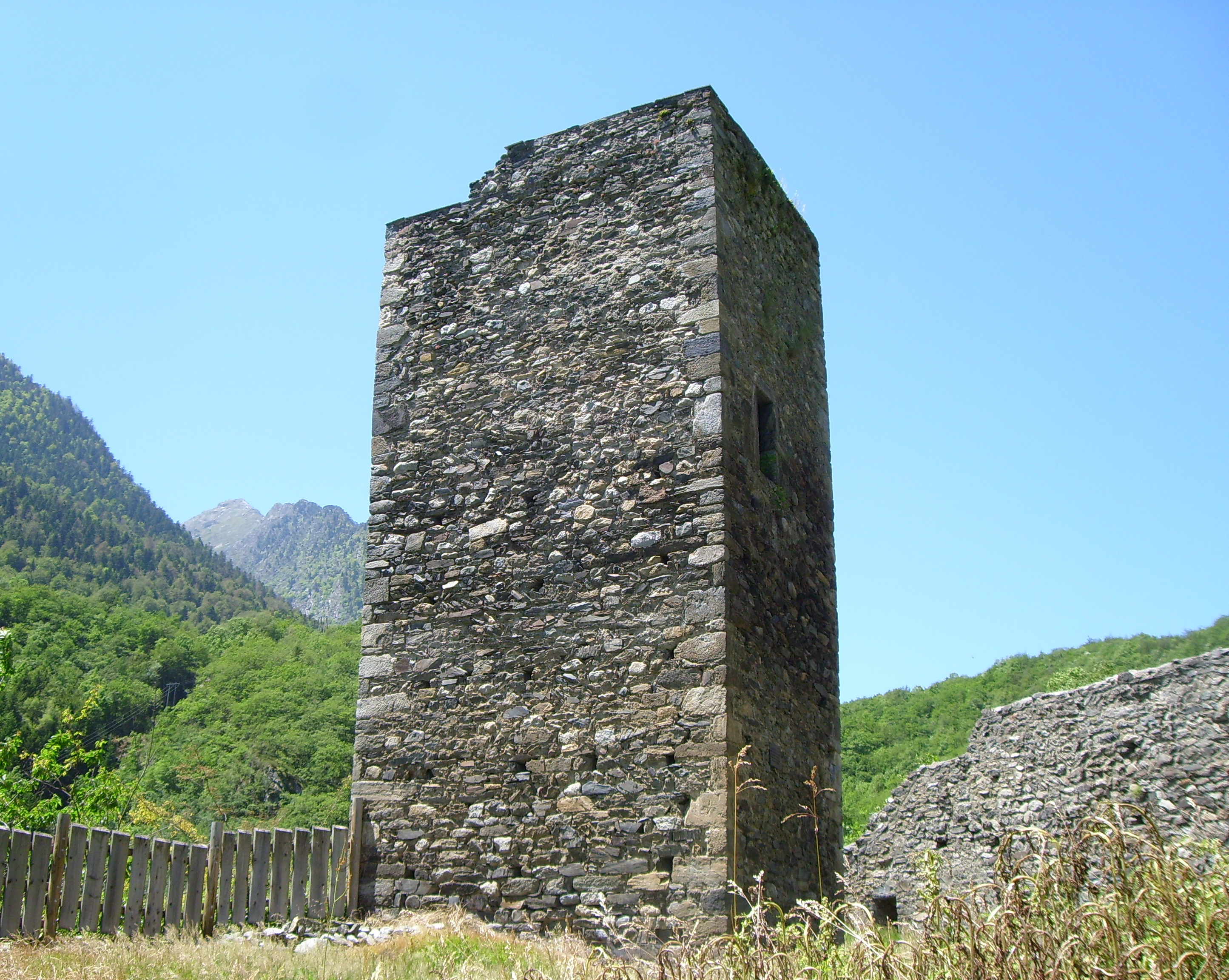
La torre del castello incombente sul villaggio

Abitanti censiti